# U-248
| U-248                      | U-248                                                          | U-248                                                          |
| -------------------------- | -------------------------------------------------------------- | -------------------------------------------------------------- |
|                            |                                                                |                                                                |
|                            |                                                                |                                                                |
|                            |                                                                |                                                                |
| Під прапором               | Третій рейх                                                    | Третій рейх                                                    |
| Спуск на воду              | 7 жовтня 1943 року                                             | 7 жовтня 1943 року                                             |
| Виведений зі складу флоту  | 16 січня 1945 року                                             | 16 січня 1945 року                                             |
| Сучасний статус            | затоплений                                                     | затоплений                                                     |
| Проєкт                     |                                                                |                                                                |
| Тип ПЧ                     | Торпедний ДПЧ                                                  | Торпедний ДПЧ                                                  |
| Основні характеристики     |                                                                |                                                                |
| Швидкість (надводна)       | 17,7 вузла                                                     | 17,7 вузла                                                     |
| Швидкість (підводна)       | 7,6 вузла                                                      | 7,6 вузла                                                      |
| Робоча глибина занурення   | 100 м                                                          | 100 м                                                          |
| Гранична глибина занурення | 220 м                                                          | 220 м                                                          |
| Екіпаж                     | 44 особи                                                       | 44 особи                                                       |
| Розміри                    |                                                                |                                                                |
| Довжина найбільша (по КВЛ) | 67,1 м                                                         | 67,1 м                                                         |
| Ширина корпусу найб.       | 6,2 м                                                          | 6,2 м                                                          |
| Висота                     | 9,6 м                                                          | 9,6 м                                                          |
| Середня осадка (по КВЛ)    | 4,70 м                                                         | 4,70 м                                                         |
| Водотоннажність надводна   | 769 т                                                          | 769 т                                                          |
| Озброєння                  |                                                                |                                                                |
| Артилерія                  | одна палубна гармата калібру 88-мм, одна 20-мм зенітна гармата | одна палубна гармата калібру 88-мм, одна 20-мм зенітна гармата |
| Торпедно- мінне озброєння  | 4 носових і один кормовий ТА. 14 торпед або 26 мін             | 4 носових і один кормовий ТА. 14 торпед або 26 мін             |

U-248 — німецький підводний човен типу VIIC, часів  Другої світової війни.
Замовлення на будівництво човна було віддане 5 червня 1941 року. Човен був закладений на верфі суднобудівної компанії «F. Krupp Germaniawerft AG» у місті Кіль 19 грудня 1942 року під заводським номером 682, спущений на воду 7 жовтня 1943 року, 6 листопада 1943 року увійшов до складу 5-ї флотилії. Також за час служби входив до складу 9-ї та 11-ї флотилій.
Човен зробив 2 бойових походи, в яких не потопив та не пошкодив жодного судна.
Потоплений 16 січня 1945 у Північній Атлантиці північніше Азорських островів (47°43′ пн. ш. 26°37′ зх. д. / 47.717° пн. ш. 26.617° зх. д.) глибинними бомбами американських есмінців «Хейтер», «Оттер», «Варіан» та «Хаббард». Всі 47 членів екіпажу загинули.

## Командири
- Оберлейтенант-цур-зее Бернгард Емде (6 листопада 1943 — 31 жовтня 1944)
- Оберлейтенант-цур-зее Йоганн-Фрідріх Лос (1 листопада 1944 — 16 січня 1945)